# Pralenik
Pralenik (macedónul: Праленик) település Észak-Macedóniában, a Délnyugati körzet Centar Zsupa-i járásában.

## Népesség
| Lakosok száma | 116  | 134  | 93   | 104  | 136  | 149  | 146  | 177  | 144  |
|               | 1948 | 1953 | 1961 | 1971 | 1981 | 1991 | 1994 | 2002 | 2021 |

2002-ben 177 lakosa volt, akik közül 176 török, 1 egyéb.